# Лиходедовка
Лиходедовка (укр. Лиходідівка) — село в Новотроицкой поселковой общине Генического района Херсонской области Украины.
Почтовый индекс — 75333. Телефонный код — 5548. Код КОАТУУ — 6524481702.